# Chiesa della Confraternita delle Sacre Stimmate
La chiesa della Confraternita delle Sacre Stimmate, detta anche di San Leonardo, è un edificio religioso che si trova ad Assisi, in via Antonio Cristofani, dedicata alle stimmate di San Francesco e a san Leonardo di Noblac. 

## Storia e descrizione
La chiesetta presenta un fronte allungato sulla strada con una piccola porta con arco a sesto acuto. Esso è decorato da alcuni affreschi: a destra è un ciclo di affreschi in terretta verde raffigurante le Storie della Misericordia, mentre a destra, all'interno di una loggia sono dipinti alcuni episodi del Miracolo del Perdono della Porziuncola, tutti attribuiti al pittore folignate Pietro di Mazzaforte e databili agli anni quaranta del Quattrocento. 
L'interno, ad aula unica, presenta sulla parete di fondo, dietro l'altare, un affresco del primo Quattrocento rappresentante la Crociﬁssione con Santi francescani attribuita a Giovanni di Corraduccio, un pittore neogiottesco di Foligno, padre di Pietro di Mazzaforte. Sulle pareti laterali ci sono altre due ﬁgure di Santi dello stesso pittore. 
La decorazione medievale, che doveva ricoprire altre porzioni delle pareti, fu ricoperta nel XIX secolo da una decorazione neomedievale a tempera, ispirata a quella della basilica inferiore di San Francesco.
Adiacente alla chiesa è la grande sala per le riunioni della confraternita decorata nel tardo Cinquecento: la volta presenta un affresco con la Storia del Perdono della Porziuncola ﬁrmata in basso da un certo Giuseppe Gisleri da Bergamo e datata 1598. Le lunette sottostanti,coeve, sono state dipinte da altri pittori ancora ignoti. In una nicchia nel lato corto dell'ambiente è un altro affresco con la Crociﬁssione tra i Santi Francesco e Chiara, dove è riportata la data 1583, ma realizzato da due mani e in due momenti diversi: la parte centrale fu dipinta nel 1568 probabilmente da Dono Doni, mentre le figure dei due santi francescani furono aggiunte da Vincenzo Giorgetti nel 1583.